# Lijst van attracties in Parc Astérix
Deze pagina bevat een lijst van attracties in het Franse attractiepark Parc Astérix.

## Huidige attracties
| Naam                                       | Opening | Attractietype                      | Themagebied        | Afbeelding |
| ------------------------------------------ | ------- | ---------------------------------- | ------------------ | ---------- |
| Aérodynamix                                | 2014    | Draaimolen met armen               | La forêt d'Idéfix  |            |
| Aérolaf                                    | 2016    | Uitkijktoren met skybar            | Les Vikings        |            |
| Aire de jeux du Petit Chêne                | 2014    | Speeltuin                          | La forêt d'Idéfix  |            |
| Aire de jeux du Sanglier d'Or              | 2023    | Speeltuin                          | La Gaule           |            |
| Aire de jeux Panoramix                     | 2014    | Speeltuin                          | La forêt d'Idéfix  |            |
| Aire de jeux Viking                        | 2011    | Speeltuin                          | Les Vikings        |            |
| Attention Menhir!                          | 2019    | 4D-film                            | À travers le temps |            |
| Chez Gyrofolix                             | 2023    | Nebulaz-molen                      | La Gaule           |            |
| Discobélix                                 | 2016    | Disk'O Coaster                     | La Grèce Antique   |            |
| Enigmatix                                  | 2014    | Vrije val                          | La forêt d'Idéfix  |            |
| Étamine                                    | 2014    | Barnyard                           | La forêt d'Idéfix  |            |
| Épidemaïs Croisière                        | 1989    | Tow boat ride, Rondvaart           | La Gaule           |            |
| Goudurix                                   | 1989    | Stalen achtbaan                    | Les Vikings        |            |
| Hydrolix                                   | 2014    | Boomstamattractie                  | La forêt d'Idéfix  |            |
| La Galère                                  | 1989    | Schommelschip                      | Les Vikings        |            |
| La Petite Tempête                          | 1990    | Koggenmolen                        | La Gaule           |            |
| La Revanche des Pirates - Le Grand Splatch | 1989    | Shoot-the-chute                    | La Gaule           |            |
| La Rivière d'Elis                          | 1997    | Rondvaart                          | La Grèce Antique   |            |
| La Trace du Hourra                         | 2001    | Bobslee-achtbaan                   | La Gaule           |            |
| La Tour de Numérobis                       | 2024    | Starflyer                          | L'Egypte           |            |
| L'Aventure Astérix                         | 2019    | Tentoonstelling                    | L'Empire Romain    |            |
| Lavomatix                                  | 2014    | Draaimolen                         | La forêt d'Idéfix  |            |
| Le Carrousel de César                      | 1989    | Draaimolen                         | L'Empire Romain    |            |
| Le Cheval de Troie                         | 1989    | Vliegend tapijt                    | La Grèce Antique   |            |
| Le Défi de César                           | 2008    | Madhouse                           | L'Empire Romain    |            |
| Le Mini Carrousel                          | 1990    | Draaimolen                         | Les Vikings        |            |
| Le Petit Train                             | 1989    | Rondrit                            | L'Empire Romain    |            |
| Le Vol d'Icare                             | 1994    | Stalen achtbaan                    | La Grèce Antique   |            |
| Les Chaises Volantes                       | 1989    | Zweefmolen                         | À travers le temps |            |
| Les Chaudrons                              | 1990    | Theekopjesattractie                | La Gaule           |            |
| Les Chevaux du Roy                         | 1996    | Draaimolen                         | À travers le temps |            |
| Les Espions de César                       | 1998    | Rondrit                            | L'Empire Romain    |            |
| Les Petites Chaises Volantes               | 1989    | Zweefmolen                         | Les Vikings        |            |
| Les Petits Chars Tamponneurs               | 1989    | Botsauto's                         | La Gaule           |            |
| Les Petits Drakkars                        | 1989    | Draaimolen                         | Les Vikings        |            |
| L'Escadrille des As                        | 1989    | Draaimolen met armen               | Les Vikings        |            |
| L'Hydre de Lerne                           | 1995    | Polyp                              | La Grèce Antique   |            |
| L'Oxygénarium                              | 1999    | Spinning Rapids Ride waterglijbaan | À travers le temps |            |
| Menhir Express                             | 1995    | Boomstamattractie                  | La Gaule           |            |
| OzIris                                     | 2012    | Stalen omgekeerde achtbaan         | L'Égypte           |            |
| Pégase Express                             | 2017    | Stalen achtbaan                    | La Grèce Antique   |            |
| Romus et Rapidus                           | 1989    | Rapid river                        | L'Empire Romain    |            |
| SOS Tournevis                              | 1990    | Stalen achtbaan                    | L'Égypte           |            |
| Tonnerre 2 Zeus                            | 1997    | Houten achtbaan                    | La Grèce Antique   |            |
| Toutatis                                   | 2023    | Stalen lanceerachtbaan             | La Gaule           |            |

## Voormalige attracties
| Naam                 | Opening | Sluiting | Attractietype         | Themagebied          | Afbeelding |
| -------------------- | ------- | -------- | --------------------- | -------------------- | ---------- |
| Ben-Hur              | 1989    | 1995     | Botsauto's            | L'Empire Romain      |            |
| La Ronde des Rondins | 1989    | 2013     | Stalen achtbaan       | La fôret des Druïdes |            |
| Transdémonium        | 2003    | 2019     | Darkride in spookhuis | À travers le temps   |            |
| Nationale 7          | 1992    | 2023     | Rondrit               | À travers le temps   |            |

Afbeeldingen · Lijst van attracties